# Kosmetik des Bösen
Kosmetik des Bösen (Cosmétique de l'ennemi) ist ein Roman der belgischen Autorin Amélie Nothomb. 

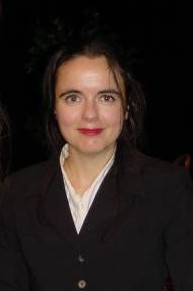
Buchautorin Amélie Nothomb

Erstmals veröffentlicht wurde er in Frankreich am 22. August 2001 im Verlag Albin Michel, die deutsche Übersetzung von Brigitte Große brachte der Diogenes Verlag im März 2004 heraus, das Taschenbuch folgte im Juli 2005. 
Die im Jahr 1999 mit dem „Grand Prix du Roman“ der Académie française ausgezeichnete Schriftstellerin widmet sich in diesem relativ kurzen Roman nur einem Thema: dem Bösen im Menschen. Dabei verzichtet sie bewusst auf jegliches Beiwerk, denn das ganze Buch besteht nur aus einem einzigen Dialog zwischen zwei Personen.
Der Inhalt des Romans wurde auf verschiedenen Theaterbühnen im französisch- und deutschsprachigen Raum adaptiert. Unter dem französischen Originaltitel Cosmétique de l'ennemi erfolgten 2005 Aufführungen im „Théâtre Le Public“ in Brüssel und am „Théâtre de l'Ancre“ in Charleroi. Die erste Aufführung unter dem deutschen Titel erfolgte am 10. Januar 2006 im „Theater an der Drachengasse“ in Wien, am 13. Januar 2006 fand die Uraufführung des Stücks unter der Regie von Matthias Heße am Theater Dortmund statt.

## Inhaltsangabe
Der Geschäftsmann Jérôme Angust wartet auf einem Flughafen auf seinen verspäteten Flug nach Barcelona. Er wird von einem Unbekannten, Textor Texel, gestört, der ihm seine Lebensgeschichte aufdrängt.